# Alfred Kleinermeilert
Alfred Kleinermeilert, né le 31 mars 1928 à Müsch (Rhénanie-Palatinat, Allemagne) et mort le 22 octobre 2023, est un prélat catholique allemand, évêque auxiliaire de Trèves de 1968 à 2003.

## Biographie

### Formation et prêtrise
Alfred Kleinermeilert commence sa carrière professionnelle comme auxiliaire de la Luftwaffe. En 1947, il reprend ses études : il étudie la théologie et la philosophie au séminaire de Trèves, puis, de 1948 à 1954, il étudie à l'Université pontificale grégorienne de Rome.
Le 10 octobre 1953, il est ordonné prêtre. Il sert alors, de 1954 à 1957, comme aumônier de Saint-Eloi à Sarrebruck, puis jusqu'en 1959, comme professeur de religion à l'école secondaire pour garçons de Merzig.
De 1959 à 1963, il poursuit ses études théologiques à Trèves et obtient un doctorat en théologie.

### Épiscopat

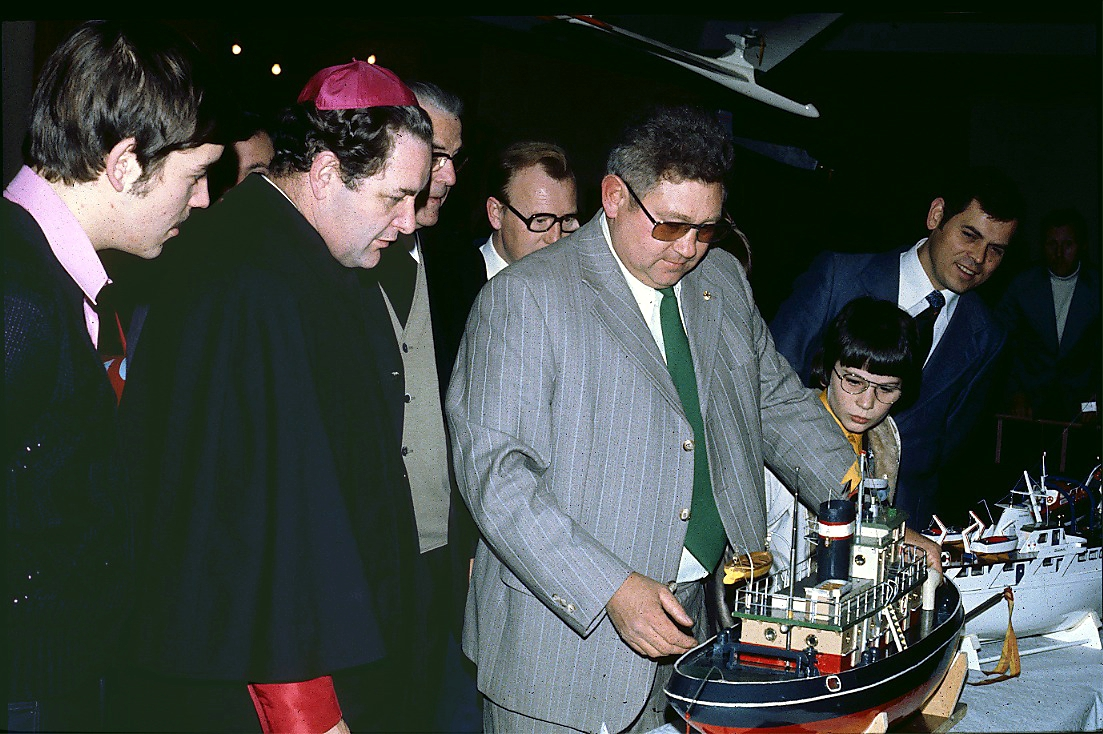
Alfred Kleinermeilert en 1975.

Le 3 mai 1968, il est nommé évêque auxiliaire de Trèves et évêque titulaire de Pausulae (de) par le pape Paul VI. Il est consacré le 11 juin suivant par Bernhard Stein (de), assisté de Carl Schmidt (de) et Jean Hengen (de). Il choisit comme devise « Dei Benignitate confisus » (« Confiant dans la bonté de Dieu »). Il est encore nommé vicaire épiscopal, chanoine en 1975, puis doyen en 1998. Il est alors responsable de la région touristique de Trèves. Il est aussi président de la Commission des affaires œcuméniques du diocèse et membre de la Commission pour l'œcuménisme de la Conférence épiscopale allemande.
Le 1er avril 2003, alors qu'il vient d'atteindre ses 75 ans, sa démission est acceptée par le pape Jean-Paul II.